# Apple Wireless Keyboard

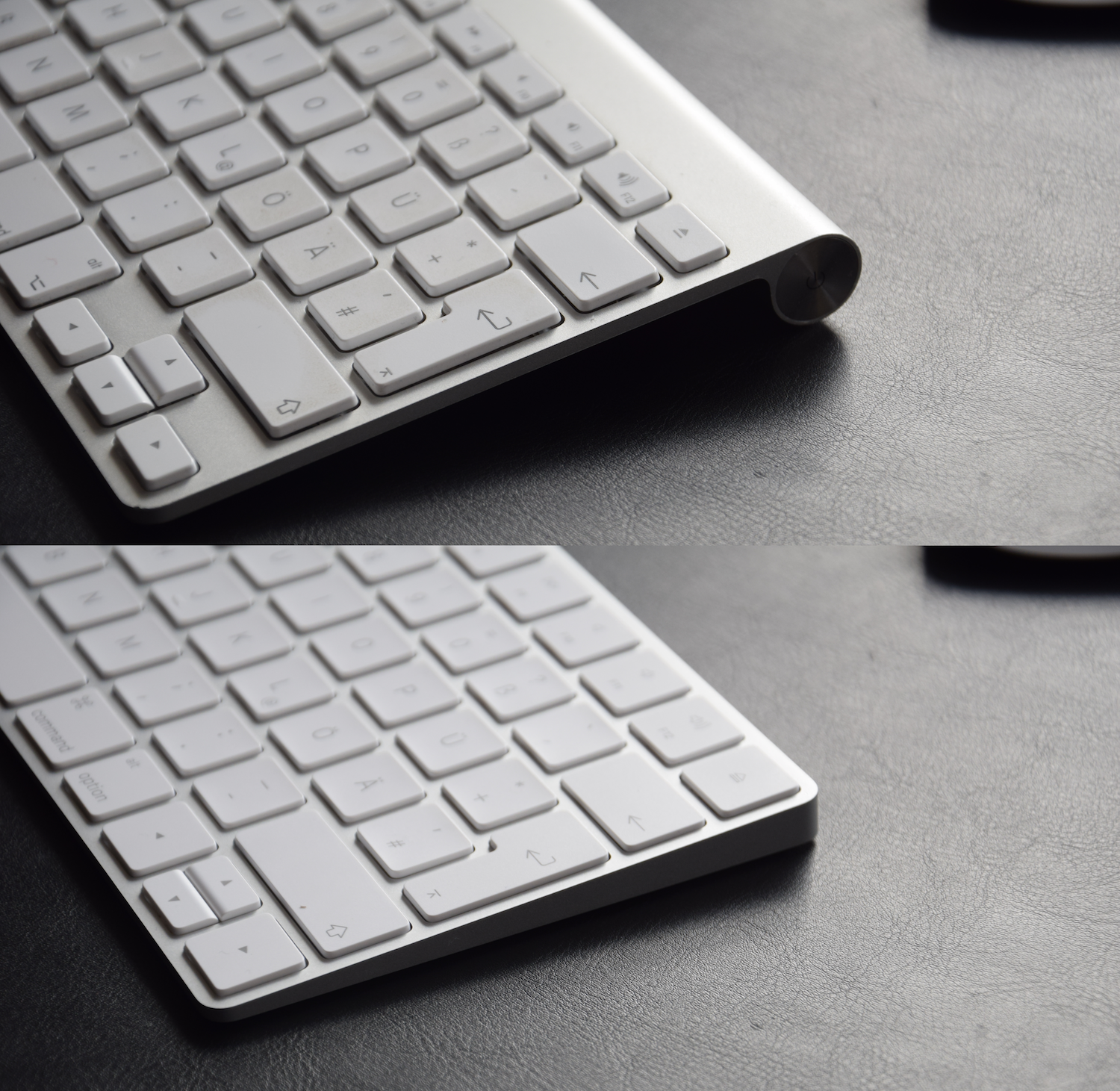
Apple Wireless Keyboards der 2. (oben) und 3. Generation (unten) in einer Seitenansicht von rechts

Das Apple Wireless Keyboard ist eine kabellose Tastatur für Macintosh-Computer. Sie kann (mit Ausnahme der 1. Generation) über Bluetooth auch mit dem iPad sowie dem iPod touch und iPhone benutzt werden. Im Gegensatz zur kabelgebundenen Version gibt es bei der 1. und 2. Generation keine USB-Anschlüsse, die 3. Generation kann aber über den auch zum Laden dienenden Lightning-Anschluss auch per USB angeschlossen werden.

## Geschichte

### 1. Generation
Am 16. September 2003 wurde das erste Apple Wireless Keyboard bei der Apple Expo vorgestellt. Das Gerät brauchte vier AA-Batterien und hatte einen Schalter zum Ein- und Ausschalten auf der Rückseite. Es fehlten Kabel und USB-Anschlüsse, das Aussehen glich aber der kabelgebundenen Version.

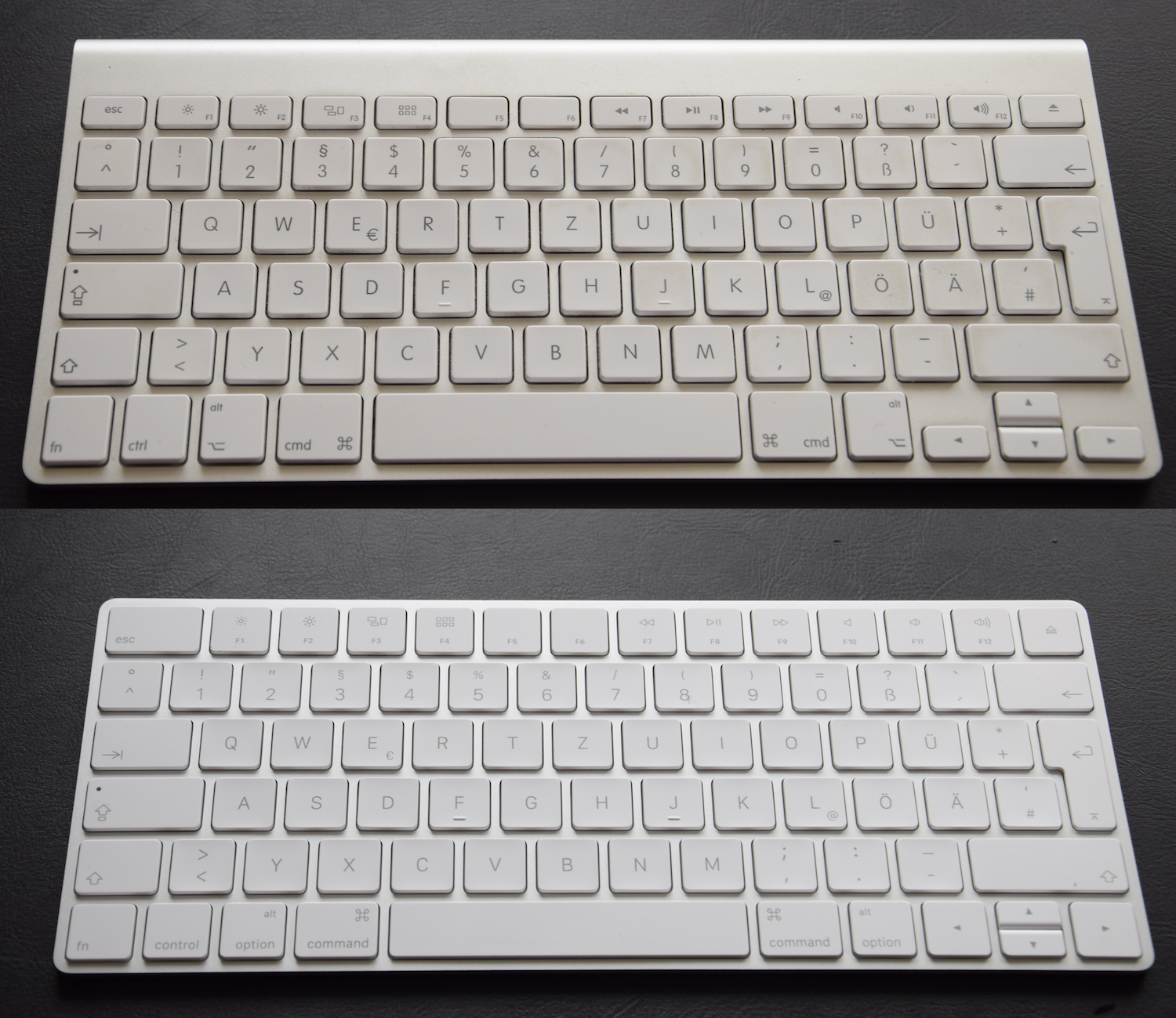
Vergleichsansicht der zweiten (oben) und dritten Generation (unten) aus der Draufsicht

### 2. Generation
Am 7. August 2007 brachte Apple ein völlig überarbeitetes Modell des Apple Wireless Keyboard heraus. Wie das kabelgebundene Apple Keyboard war das Modell dünner als sein Vorgänger und hatte ein Aluminiumgehäuse. Eine andere Neuerung waren die neuen Funktionstasten, sowie Media- und Dashboard-Steuerung. Im Gegensatz zu der vorigen Version hatte die neue Tastatur eine Belegung passend zum MacBook. Der An/Aus-Knopf wurde auf die rechte Seite der Tastatur gelegt; der Ziffernblock fehlte. Die neue Tastatur brauchte auch nur noch zwei AA-Akkus. Die Vorgängerversion A1255 wurde im Oktober 2009 ersetzt durch das leicht modifizierte Modell A1314. Das neue Modell brauchte nur noch zwei AA-Batterien, benötigte jedoch nun mindestens Mac OS X 10.5.8 anstelle von Mac OS X 10.4.10.

### 3. Generation
Am 13. Oktober 2015 wurde eine neue Version des Wireless Keyboard mit dem Namen „Magic Keyboard“, passend zur Magic Mouse 2 und dem Magic Trackpad 2, vorgestellt. Es wird nun nicht mehr über zwei AA-Batterien, sondern über einen integrierten Lithium-Ionen-Akkumulator betrieben. Dieser lässt sich über den vom iPhone und iPad bekannten Lightning-Anschluss aufladen, welcher mittig auf der hinteren Kante platziert ist. Durch Verwendung eines integrierten Akkus anstelle von Batterien konnte die Dicke von 1,8 cm auf 1,1 cm verringert werden. Damit einhergehend wurde die Rückseite neuentworfen. Sie hat nun eine einzige Linie anstatt des „aufgerollten“ Designs der zweiten Generation. Wie die vorherigen Generationen besitzt das Magic Keyboard eine Front und Seite aus Aluminium, auf der die Tasten sitzen. Deren Aufschriften sind nun in einem helleren Grau. Die Rückseite besteht nach wie vor aus Kunststoff. Weiterhin wurde der Tastenhub minimiert, dadurch erhält die Tastatur ein völlig anderes Schreibgefühl. Auch wurden die F- sowie Pfeil Links & Rechts-Tasten vergrößert und die Außenmaße reduziert. Es ist nun 27,9 × 11,49 cm groß. Im Vergleich hierzu hatte die zweite Generation Abmessungen von 28,1 × 13 cm. Das Gewicht hat sich jedoch von 73 g (ohne Batterien) auf 231 g erhöht. Laut Apple seien die Tasten nun 33 % stabiler, und das Gerät insgesamt habe durch den Wegfall der AA-Batterien eine stabilere innere Struktur. Die Bluetooth-Version wurde von 2.1 auf 4.2 angepasst, und der Preis ist um 40 € auf 119 € bzw. um 30 CHF auf 109 CHF gestiegen. Zur Verwendung des Magic Keyboards wird mindestens OS X El Capitan vorausgesetzt. Die Verbindung zu einem Mac findet via Bluetooth statt, während der Aufladung des integrierten Akkus besteht zusätzlich eine Lightning-Kabelverbindung. Über dies Kabel kann die Tastatur auch per USB angeschlossen betrieben werden.

2017

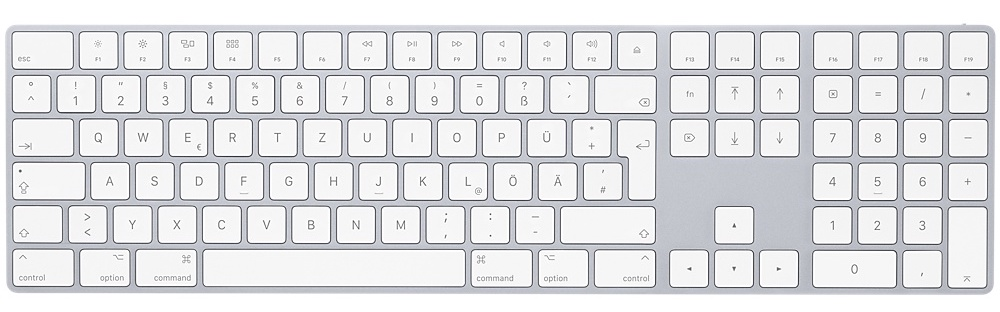
Magic Keyboard mit Ziffernblock

Im Juni 2017 veröffentlichte Apple das Magic Keyboard in einer größeren Variante mit Ziffernblock für 149,99 Euro.
2021

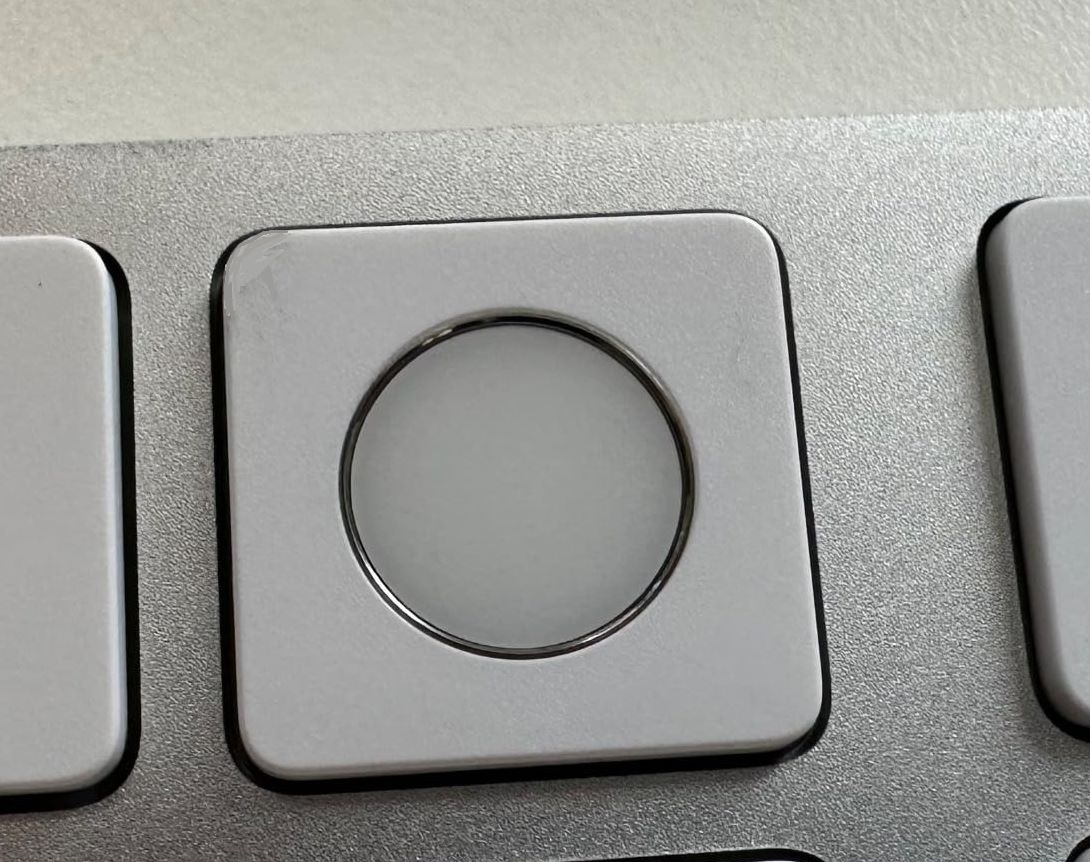
Magic Keyboard 2021 Touch ID

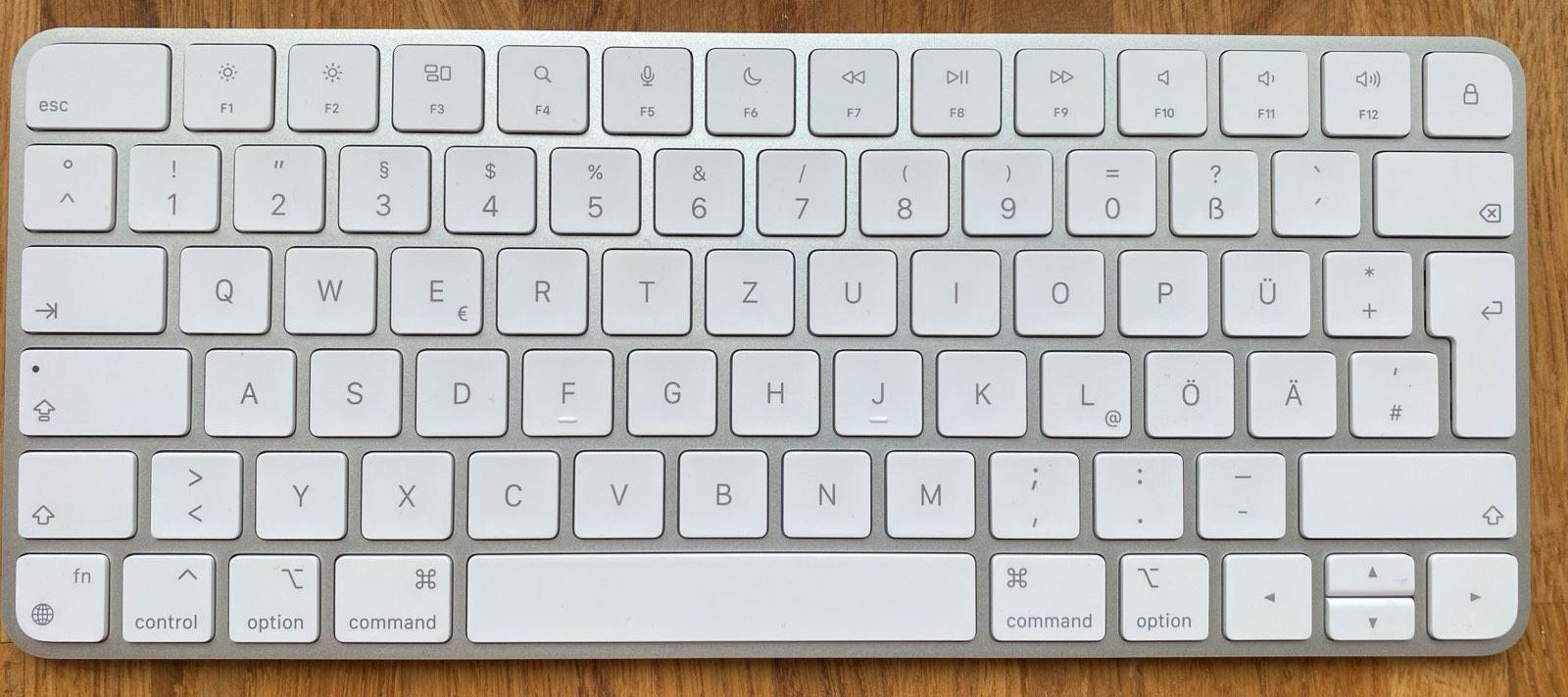
Apple Magic Keyboard 2021

2021 veröffentlichte Apple eine neue Version des Magic Keyboards mit abgerundeteren Ecken sowie eine weitere Variante mit Touch-ID-Taste. Die neue Version des Magic Keyboards mit Touch-ID-Taste ist mit allen Macs mit Apple Silicon ab dem M1-Prozessor kompatibel.
2022
Auf dem Apple-Event im März 2022 folgte das Magic Keyboard mit Ziffernblock im neuen Design wie das Keyboard aus 2021 mit abgerundeteren Ecken und Touch-ID Taste, es gibt sie in Silber/weiß und zusätzlich in Silber mit schwarzen Tasten. 

## Nutzung mit Windows-Standardrechnern
Obwohl Apple hauptsächlich Macintosh-Computer unterstützt, kann die Tastatur auch unter Windows betrieben werden, solange der Rechner Bluetooth unterstützt. Das Aktivieren der „Fn“- und „Eject“-Tasten benötigt die zusätzliche Installation eines „WinA1314 driver“. Das Aktivieren der Multimedia-Tasten und die Neubelegung der Tasten sowie die Zuteilung der Tasten Del bis Eject ist auch möglich.

## Boot Camp: Apple Wireless Keyboard Tastaturbelegung in Windows
Für den Betrieb mit Microsoft Windows auf Macintosh-Computer hat Apple fehlende Tasten, wie Druck (engl. Print Screen), durch alternative Tastenkombinationen verfügbar gemacht wie zum Beispiel:
- PrintScreen = Fn + Shift + F11 oder cmd + Shift + 3
- Pause = Fn + Shift + F12 (Fn + Esc auf iMacs von 2009)
- Einfügen = Fn + Enter

## Sprachen und Belegung
Die US-amerikanische und die japanische Belegung hat eine verlängerte Eingabetaste, Tastaturen mit einer L-förmigen Taste sind dagegen verfügbar für:
| - Belgisch - Dänisch - Deutsch - Englisch (UK) - Englisch (International) - Französisch | - Griechisch - Hebräisch - Kroatisch - Niederländisch - Norwegisch - Portugiesisch | - Rumänisch - Russisch - Schwedisch - Schweiz - Slowakisch |